# أوي شميت (سياسي)
أوي شميت هو سياسي ألماني، ولد في 14 فبراير 1966 في بريمرهافن في ألمانيا. نشط حزبياً في الحزب الديمقراطي الاجتماعي الألماني. في الانتخابات الفيدرالية الألمانية 2017، انتخب عضو في البوندستاغ الألماني عن دائرة Bremen II – Bremerhaven ‏ وقد انضم خلال البوندستاغ الألماني التاسع عشر (24 أكتوبر 2017 – ) للكتلة البرلمانية المجموعة البرلمانية للحزب الديمقراطي الاجتماعي ‏ وانتخب عضو في برلمان مدينة بريمن ‏ (8 يونيو 2015 – ).